# Квазірівномірний час
Квазірівномі́рний час, шкала квазі рівномірного часу (від лат. quasi — ніби, майже, немовби) — одна з форм шкали всесвітнього часу, наближена до рівномірної шкали часу. Позначають UT2 див. Всесвітній час).